# Amerika Hangja
Az Amerika Hangja (angolul Voice of America, rövidítve: VOA) a legnagyobb és legrégebbi amerikai finanszírozású nemzetközi műsorszolgáltató. 47 nyelven készít digitális, televíziós és rádiós tartalmakat, amelyeket világszerte terjeszt a társállomásokon. Elsősorban nem amerikai közönség nézi, így a VOA műsorai befolyásolják a külföldi közvéleményt az Egyesült Államokról és annak népéről.
A VOA-t 1942-ben alapították, a VOA alapítólevelét (Public Laws 94-350 és 103-415) pedig 1976-ban írta alá Gerald Ford elnök.
A központja Washingtonban van, és az USA kormányának független ügynöksége, a U.S. Agency for Global Media (USAGM) felügyeli. A forrásokat évente a nagykövetségek és konzulátusok költségvetése keretében különítik el. 2016-ban a VOA mintegy 1050 alkalmazottal és az adófizetők által finanszírozott 218,5 millió dolláros éves költségvetéssel hetente mintegy 1800 órányi rádió- és televízióműsort sugárzott világszerte körülbelül 236,6 millió embernek. A magyar adás 1942 és 2004 között üzemelt.

## Története

### A hidegháború időszakában
1947-ben a VOA megkezdte adásait a szovjet állampolgároknak Oroszországban, azzal az ürüggyel, hogy ellensúlyozza „az amerikai vezetők és politika ellen irányuló szovjet propaganda káros hatásait” a szovjet orosz nyelvű média részéről, John B. Whitton: Cold War Propaganda című értekezése szerint. 1949. április 24-én a Szovjetunió válaszul elektronikus zavarást kezdeményezett a VOA adásai ellen.
1948-49-ben Charles W. Thayer vezette a VOA-t. A következő néhány évben az amerikai kormányban nem volt egyetértés, hogy mi legyen az Amerika Hangja célja. Az a döntés született, hogy a VOA adásait külpolitikája részeként használja a Szovjetunió és más országok propagandája ellen. Az arab szolgáltatás 1950. január 1-jén indult újra, félórás műsorral. Ez 1958-ra napi hat órára bővült, de az 1956-os szuezi válság idején napi 14,5 órás volt. 1952 és 1960 között az Amerika Hangja az amerikai parti őrség Courier nevű átalakított  vitorlást használta első mobil műsorszóró hajóként.  A Couriert a később az európai kereskedelmi állomásokon dolgozó személyzet képzésére is használták.
Magyar nyelvű adása is volt, egészen 2004 februárjáig.